# Hochwasserrückhaltebecken Reinhardtsgrimma
Das Hochwasserrückhaltebecken Reinhardtsgrimma ist ein Hochwasserrückhaltebecken in der Nähe von Dippoldiswalde im Landkreis Sächsische Schweiz-Osterzgebirge in Sachsen. Die Stauanlage zwischen Niederfrauendorf und Reinhardtsgrimma, die auch unter dem Namen „Rückhaltebecken Niederfrauendorf“ bekannt ist, staut bei Hochwasser den Lockwitzbach, enthält aber keinen Dauerstau, das heißt, es ist ein „grünes“ Becken.
Der Staudamm ist ein Erddamm mit einer geneigter Innendichtung aus Lehm und mit einem Dichtungsschleier im Untergrund. Beim Hochwasser 2002 war das Becken gefüllt und hat seinen Bemessungs-Wasserstand bei HQ1000 nahezu erreicht.

## Bildergalerie

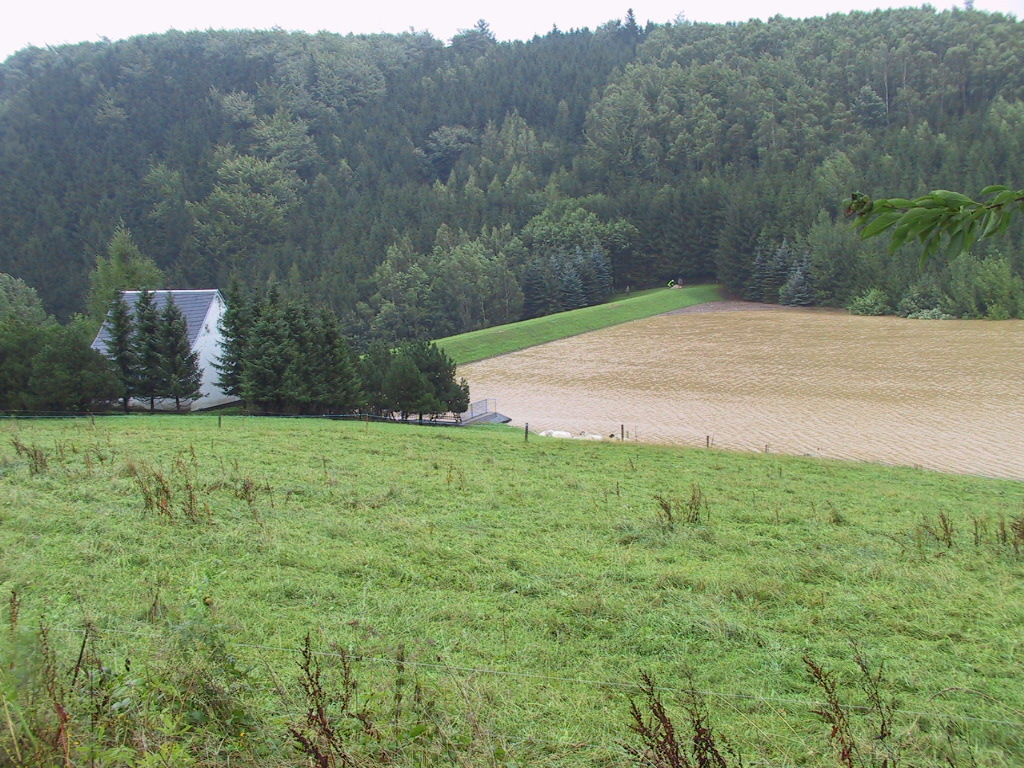
Damm des gefüllten Hochwasserrückhaltebeckens Reinhardtsgrimma (Hochwasser im August 2002)
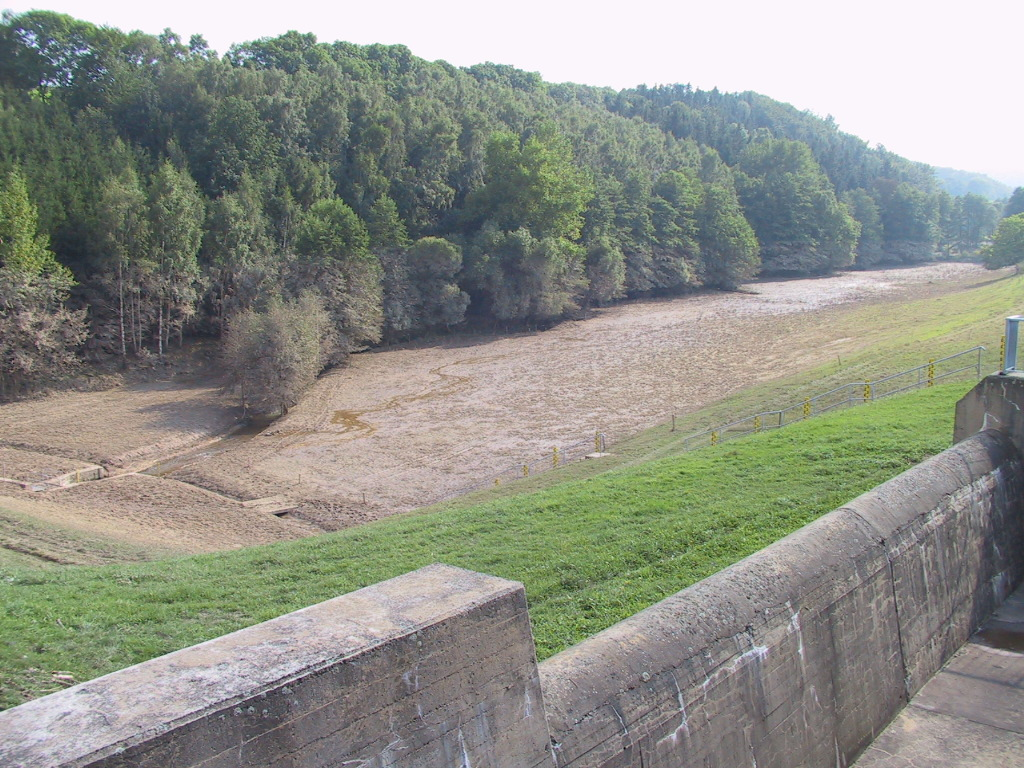
Leeres Hochwasserrückhaltebecken Reinhardtsgrimma (nach dem Hochwasser im August 2002, der Schlamm an den Bäumen zeigt die Füllhöhe wenige Tage vorher)